# Pseudosphenoptera cochonis
Pseudosphenoptera cochonis là một loài bướm đêm thuộc phân họ Arctiinae, họ Erebidae.